# Amphiglossus anosyensis
Amphiglossus anosyensis är en ödleart som beskrevs av  Christopher John Raxworthy och NUSSBAUM 1993. Amphiglossus anosyensis ingår i släktet Amphiglossus och familjen skinkar. IUCN kategoriserar arten globalt som sårbar. Inga underarter finns listade i Catalogue of Life.

## Bildgalleri

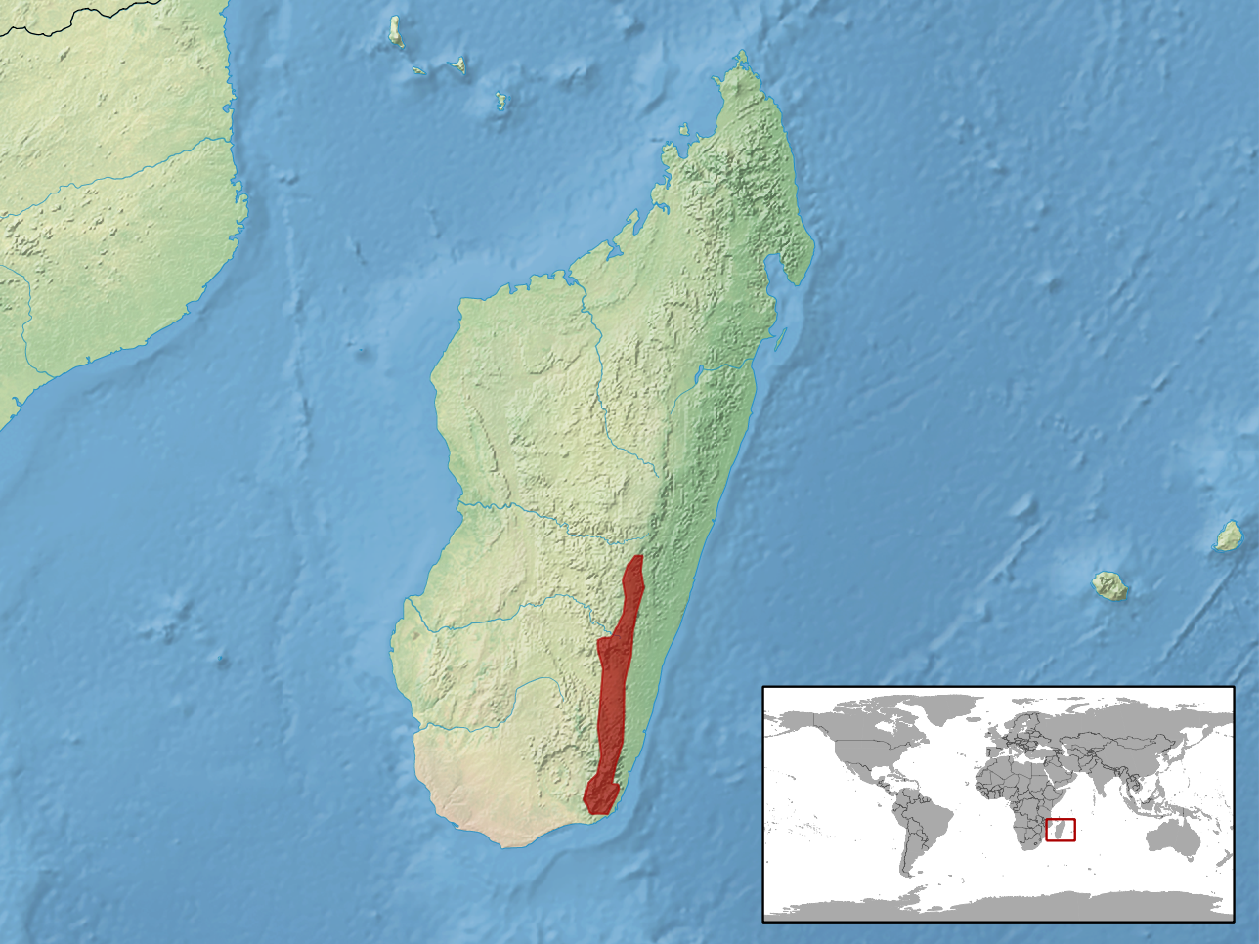